# VLS-1
VLS-1 (на португалски: Veículo Lançador de Satélites) е основната ракета носител на Бразилската космическа агенция. Целта на проекта е разработването на ракета за извеждане на малки по размери изкуствени спътници. Изстрелванията ще се извършват от център за изстрелвания Алкантара, който е благоприятно разположен до екватора.
Подобни бразилски ракети са: Сонда (Синда 1, 2, 3, 4), VS-30, VS-40 и VSB-30.

## История
Към днешна дата са произведени три прототипа и са осъществени две изстрелвания от Алкантра. При полетите на ракети с обозначения V01 и V02 технически проблеми довеждат до неуспех, но са тествани няколко компонента на ракетата.
Прототипът V03, насрочен за изстрелване през 2003 г. е унищожен малко преди изстрелването на 22 август. При експлозията е унищожена и част от инфраструктурата, което довежда до значително забавяне в развитието на програмата. Към края на 2007 година планът е както следва:
- 2009 – завършване на подвижната кула за интеграция
- 2009 – първи технологичен полет на VLS-1
- 2010 – край на фазата за стартиране на „лабораторията за задвижване“
- 2010 – втори технологичен полет на VLS-1
- 2011 – изстрелване на VLS-1 V04 (изстрелването може да бъде очаквано, ако технологичните полети завършат с успех)
- 2011 – изстрелване на VLS-1B с течно гориво – 600-килограмови сателити в 800-километрова орбита